# Pteromylaeus
Pteromylaeus Garman, 1913 è un genere di pesci cartilaginei della famiglia Myliobatidae.

## Tassonomia
Il genere comprende le seguenti specie:
- Pteromylaeus asperrimus (Gilbert, 1898)
- Pteromylaeus bovinus (Geoffroy Saint-Hilaire, 1817)